# Péter Ungár
Péter Károly Ungár (* 10. června 1991 Budapešť) je maďarský geograf, miliardář a politik, spolupředseda LMP – Zelené strany Maďarska a od května 2018 poslanec Zemského sněmu. 

## Studium
V letech 2005 až 2009 studoval na Gymnáziu Ference Toldyho v Budapešti, poté mezi roky 2009 a 2013 studoval v angličtině obor geografie na Univerzitě v Edinburghu, vyjma let 2011 až 2012, kdy studoval ve španělštině obor geografie a plánování měst na Universidad de Cantabria v severním Španělsku. Poté byl studentem i na budapešťské Středoevropské univerzitě.

## Politická kariéra
Od roku 2010 byl aktivistou zeleného hnutí Politika může být jiná (Lehet Más a Politika, LMP), jehož členem se stal roku 2013. Ve volbách do Evropského parlamentu 2014 kandidoval na 15. místě za LMP, ale europoslancem nebyl zvolen. V říjnu 2014 byl zvolen zastupitelem II. obvodu hlavního města Budapešti. V roce 2015 byl zvolen do vedení Evropské strany zelených. 
V parlamentních volbách 2018 kandidoval za LMP, jednak v jednomandátovém volebním obvodu Budapest 4. OEVK, jednak na 5. místě celostátní kandidátní listiny, ze které byl zvolen poslancem Zemského sněmu v osmém volebním období (2018–2022). Stal se nejmladším poslancem v tomto parlamentním cyklu, a zároveň vůbec prvním poslancem Zemského sněmu, který se narodil až po pádu komunismu v Maďarsku roku 1989.
V parlamentních volbách 2022 kandidoval na 7. místě celostátní kandidátní listiny sjednocené opoziční koalice Společně pro Maďarsko a podruhé byl zvolen poslancem Zemského sněmu v devátém volebním období (2022–2026).
Do voleb do Evropského parlamentu 2024 byl nominován jako kandidát na 1. místě za LMP – Maďarskou stranu zelených.

## Soukromý život
Hovoří plynně anglicky, maďarsky a španělsky, na střední úrovni mluví rusky a v základech rozumí německy.
V dubnu 2019 veřejně proklamoval svou homosexuální orientaci.

### Majetek
Podle majetkového přiznání z roku 2018 vlastní majetek ve výši přesahující 15 miliard forintů (cca 41 milionů eur). Magazín Forbes umístil v roce 2020 jeho rodinu na čtvrté místo v žebříčku nejbohatších maďarských rodinných firem. Sám Ungár je majitelem či spoluvlastníkem několika celostátních (např. Azonnali.hu či Reflektor) i regionálních médií (např. egerugyek.hu v Egeru, 9970.hu ve městě Szentgotthárd, ugytudjuk.hu v Szombathely a kpsvr.hu v Kaposváru).

### Rodina
Rodina otce Andráse Ungára je židovského původu, rodina matky pochází ze sedmihradských Sasů. Ungárova matka Mária Schmidt je historička, ředitelka budapešťského muzea Dům teroru a milionářka spolupracující se stranou Fidesz premiéra Viktora Orbána. Jeho starší sestrou je veřejně známá právnička Anna Ungár (* 1981). Jeho tetou je Klára Ungár (* 1958), lesbická aktivistka, ekonomka a politička působící původně ve straně Fidesz, poté v SZDSZ a nakonec v SZEMA.